# Eupithecia variostrigata
Eupithecia variostrigata is een vlinder uit de familie spanners (Geometridae). De wetenschappelijke naam is voor het eerst geldig gepubliceerd in 1876 door Alphéraky.
De soort komt voor van Europa tot het westen van Pamir.